# Iolaphilus
Iolaphilus là một chi bướm ngày thuộc họ Lycaenidae.